# 加斯康迪 (密蘇里州)
加斯康迪（英語：Gascondy）是位於美國密蘇里州歐塞奇縣的鬼鎮。

## 歷史
加斯康迪的郵局於1907年設立，其後於1942年停運。

## 地理
加斯康迪所處的海拔為高於海平面204米（即669英呎），而該地所採用的時區為UTC-6，即北美中部時區（CST）。同時該地設有夏令時間，為UTC-6調快一小時，即UTC-5（CDT）。